# Подкорытов, Геннадий Алексеевич
Генна́дий Алексе́евич Подкоры́тов (7 ноября 1922, Камышлов, Екатеринбургская губерния — 23 января 2018, Санкт-Петербург) — советский и российский философ, специалист в области теории познания. Доктор философских наук (1968), профессор.

## Биография
Родился 7 ноября 1922 года в городе Камышлов Свердловской области в семье староверов.
В 1940 году поступил в Челябинский педагогический институт, окончил один курс исторического факультета. Участник Великой Отечественной войны. В августе 1943 года тяжело ранен под Смоленском, потерял ногу.
Окончил исторический факультет Педагогического института в Пятигорске (1947) и аспирантуру при философском факультете ЛГУ (1951). С 1952 года кандидат философских наук (тема диссертации «Исторический и логический методы в исследовании К. Марксом форм стоимости»). В 1968 году защитил докторскую диссертацию на тему «Историзм как метод научного познания».
С 1951 по 1993 год на научной и преподавательской работе в ЛГУ. В 1971—1972 годах преподавал философию в высших учебных заведениях Чехословакии. В 1976—1986 годах занимал должность заведующего кафедрой философии гуманитарных факультетов ЛГУ, возглавлял диссертационный совет.
До 1993 года работал на кафедре философии науки и техники философского факультета СПбГУ.
Похоронен на Северном кладбище в Санкт-Петербурге.

## Награды
Награждён орденами Отечественной войны 2-й (1943) и 1-й (1985) степеней.

## Основные работы
Является автором более 60 научных работ, в том числе двух монографий.
- Эвристическая и методологическая функции философии в научном познании / [Г. А. Подкорытов, В. И. Свидерский, Р. А. Зобов и др.]; Под ред. В. А. Ассеева, Г. А. Подкорытова. — Л. : Изд-во ЛГУ, 1980. — 200 с.; 21 см.
- Историзм как метод научного познания. — Л.: Изд‑во Ленингр. ун‑та, 1967. — 190 с. — 4800 экз.
- Формальная логика : [Учеб. для филос. фак. ун‑тов] / Отв. ред. И. Я. Чупахин. — Л. : Изд‑во Ленингр. ун‑та, 1977. — 357 с. — 50 674 экз. (авт. Ч. 2, § 34, Аналогия. — С. 127—137).
- О природе научного метода. — Л.: Изд‑во Ленингр. ун‑та, 1988. — 221, [3] с. — 1000 экз. — ISBN 5-288-00006-9.
- От гуманитарного знания к гуманистическому сознанию // Гуманитарное знание: сущность и функции. СПб., 1991
- Уникальное в мире природы и человека — Сборник научных и литературно-художественных миниатюр / совместно с З. С. Алябьевой. — СПб.: Изд‑во Химиздат, 2010. — 320, [3] с. — 500 экз. — ISBN 978-5-93808-180-2.